# Baden (priimek)
Baden je priimek več oseb:    
- Georg von Baden, francoski rimskokatoliški škof
- Father Jakob von Baden, nemški rimskokatoliški duhovnik in (izvoljeni) nadškof
- Johann von Baden, nemški rimskokatoliški nadškof
- Wilhelm Joseph Leopold Willibald von Baden, nemški rimskokatoliški škof
- Robert Baden-Powell (1857-1941), angleški general
- Bernhard Gustav von Baden-Durlach, nemški rimskokatoliški kardinal